# Zvjezdana Fio
Zvjezdana Fio (Zagreb, 28. srpnja 1954.) hrvatska je slikarica. Pripada tzv. transavangardnom umjetničkom pokretu.